# Championnat du Bangladesh de football 2023-2024
Navigation
Édition précédente Édition suivante
La saison 2023-2024 du Championnat du Bangladesh de football est la seizième édition de la Bangladesh Premier League, le championnat national professionnel de première division bangladais. Les dix équipes engagées sont regroupées au sein d'une poule unique où elles affrontent deux fois leurs adversaires. En fin de saison, les deux derniers du classement sont relégués.
Le tenant du titre Bashundhara Kings remporte en fin de saison son cinquième titre de champion d'affilée.

## Participants
- Abahani Limited Dhaka
- Mohammedan SC Dacca
- Sheikh Russell KC
- Rahmatganj MFS
- Abahani Limited Chittagong
- Sheikh Jamal Dhanmondi Club
- Bangladesh Police FC
- Bashundhara Kings
- Fortis FC
- Brothers Union - promu de D2

## Compétition

### Classement
Le classement est établi sur le barème de points classique : victoire à 3 points, match nul à 1, défaite à 0.
| Rang | Équipe                      | Pts | J  | G  | N  | P  | Bp | Bc | Diff |
| ---- | --------------------------- | --- | -- | -- | -- | -- | -- | -- | ---- |
| 1    | Bashundhara Kings T,C       | 45  | 18 | 14 | 3  | 1  | 49 | 13 | +36  |
| 2    | Mohammedan SC Dacca         | 35  | 18 | 9  | 8  | 1  | 40 | 17 | +23  |
| 3    | Abahani Limited Dhaka       | 32  | 18 | 9  | 5  | 4  | 34 | 22 | +12  |
| 4    | Bangladesh Police FC        | 26  | 18 | 7  | 5  | 6  | 23 | 19 | +4   |
| 5    | Fortis FC                   | 24  | 18 | 6  | 6  | 6  | 21 | 23 | -2   |
| 6    | Sheikh Russell KC           | 19  | 18 | 4  | 7  | 7  | 20 | 24 | -4   |
| 7    | Abahani Limited Chittagong  | 19  | 18 | 4  | 7  | 7  | 22 | 29 | -7   |
| 8    | Sheikh Jamal Dhanmondi Club | 17  | 18 | 4  | 5  | 9  | 14 | 24 | -10  |
| 9    | Rahmatganj MFS              | 16  | 18 | 2  | 10 | 6  | 19 | 26 | -7   |
| 10   | Brothers Union P            | 7   | 18 | 1  | 4  | 13 | 21 | 66 | -45  |

|  | Qualification pour la Challenge League de l'AFC 2024-2025                                  |
|  | Relégation directe en deuxième division                                                    |
|  | T : Tenant du titre C : Vainqueur de la Coupe du Bangladesh P : Promu de deuxième division |

- Sheikh Russell KC et Sheikh Jamal Dhanmondi Club se retirent de la compétition après la saison, de ce fait il n'y a pas de relégation.

## Bilan de la saison
| Championnat du Bangladesh de football 2023-2024 |                                       |
| Champion                                        | Bashundhara Kings (5e titre)          |
| Coupes et trophées                              |                                       |
| Vainqueur de la Coupe du Bangladesh 2023-2024   | Bashundhara Kings                     |
| Qualifications continentales                    |                                       |
| Challenge League de l'AFC 2024-2025             | Bashundhara Kings                     |
| Promotions et relégations                       |                                       |
| Promus en Bangladesh League                     | Fakirerpool YMC                       |
| Promus en Bangladesh League                     | Dhaka Wanderers Club                  |
| Relégués en Bangladesh Championship League      | Sheikh Russell KC (retrait)           |
| Relégués en Bangladesh Championship League      | Sheikh Jamal Dhanmondi Club (retrait) |